# پولچلیدین
پولچلیدین (به انگلیسی: Pulchellidin) با فرمول شیمیایی C16H13O7or C16H13O7+, Cl- (C16H13ClO7) یک ترکیب شیمیایی است. که جرم مولی آن ۳۱۷٫۲۷ گرم بر مول می‌باشد. 